# Aaron Jeffery
Aaron C. Jeffery (Howick, 25 agosto 1970) è un attore neozelandese naturalizzato australiano.
Ha vinto il Logie Award (gli "Oscar" della TV australiana) nel 2004 e nel 2007.

## Biografia
Si trasferì in Australia all'età di 17 anni e studiò recitazione all'Istituto Nazionale di Arte Drammatica (NIDA). Si è laureato nel 1993 e ha iniziato la sua carriera televisiva nel programma per bambini Ship to Shore. Aaron Jeffery è noto per la sua interpretazione del personaggio di Alex Ryan nella serie televisiva Le sorelle McLeod, che terminerà con l'ottava serie, nella quale il suo personaggio viene fatto morire. Ha recitato anche nella terza stagione di Outrageous Fortune - Crimini di famiglia, una serie televisiva neozelandese.
Verso la fine del 2005 Jeffery fu dichiarato colpevole da una corte dell'Australia del sud per aver assalito e minacciato di uccidere la sua ex moglie Melinda Medich. Jeffery è sfuggito ad una pena potenziale di 10 anni di carcere e poi fu scarcerato.
Dopo gli avvenimenti del 2005, Aaron e sua moglie Melinda, con la quale nel 2003 ha avuto una figlia, Ella-Blu, divorziarono. Ha avuto una relazione con la collega Michelle Langstone, conosciuta sul set de Le sorelle McLeod, dove lei interpretava il ruolo di Fiona Webb. La storia finì nel 2006, quando Jeffery si trasferì a Sydney per stare più vicino alla figlia.

## Premi
Sia nel 2004 che nel 2007, Aaron Jeffery ha vinto il Silver Logie come attore più popolare, per la sua interpretazione di Alex Ryan nella serie televisiva Le sorelle McLeod.

## Doppiatori italiani
• Marcello Cortese ne Le sorelle McLeod.

## Filmografia
- Ship to Shore - serie TV (1993)
- The Damnation of Harvey McHugh - serie TV (1994)
- Blue Murder - serie TV (1995)
- Fire - serie TV (1995)
- Water Rats - serie TV (1996-1998)
- The Interview, regia di Craig Monahan (1998)
- Strange Planet, regia di Emma-Kate Croghan (1999)
- Le sorelle McLeod (McLeod's Daughters) - serie TV (2001-2008)
- Outrageous Fortune - Crimini di famiglia (Outrageous Fortune) - serie TV (2007)
- The Strip - serie TV (2008)
- X-Men le origini - Wolverine (X-Men Origins: Wolverine), regia di Gavin Hood (2009)
- Beautiful, regia di Dean O'Flaherty (2009)
- Underbelly Files: The Man Who Got Away - film TV (2011)
- Neighbours - serie TV (2012)
- Miss Fisher - Delitti e misteri (Miss Fisher's Murder Mysteries) - serie TV, episodio 1x11 (2012)
- Wentworth - serie TV, 34 episodi (2013-2015)
- Locks of love, regia di Luke Hendrickson - film TV (2013)
- Turbo Kid (2015)
- Segui l'onda (Rip Tide), regia di Rhiannon Bannenberg - film TV (2017)
- Occupation, regia di Luke Sparke (2018)
- Between Two Worlds - serie TV (2019)
- Palm Beach, regia di Rachel Ward (2019)
- Moonrock for Monday, regia di Kurt Martin (2020)
- Frammenti di lei (Pieces of Her) - serie TV Netflix (2022)